# Accademia della Flotta Stellare
L'Accademia della Flotta Stellare (Starfleet Academy nell'originale) è un'accademia immaginaria dell'universo fantascientifico di Star Trek. È il luogo in cui i futuri membri della flotta apprendono le abilità richieste per le loro mansioni. L'accademia è stata fondata nell'anno 2161, insieme alla Federazione dei Pianeti Uniti. Il motto dell'accademia è "ex astris, scientia" - "dalle stelle, conoscenza".  È una parafrasi del motto "ex luna, scientia" dell'Apollo 13 - "dalla luna, conoscenza". A sua volta, il motto dell'Apollo 13 era ispirato al motto dell'accademia navale degli Stati Uniti, "ex scientia tridens", "dalla conoscenza, il potere sul mare". 

## Descrizione
Il campus principale dell'accademia è situato vicino alle sedi della Flotta Stellare sul pianeta Terra, a San Francisco, in California, ma ne esistono altri in altre località: il tenente Tom Paris (che ricopre il ruolo di timoniere della nave stellare USS Voyager) ha studiato in una sede a Marsiglia, in Francia.
Un episodio della serie The Next Generation ruota attorno al primo tentativo di Wesley Crusher di entrare nell'accademia della Flotta Stellare e include molti particolari circa le modalità di ammissione alla stessa. Gli studenti ammessi frequentano un programma di quattro anni composto di studi accademici e allenamento fisico. Dopo i quattro vengono nominati guardiamarina (in inglese "ensign").
Uno dei custodi del parco è Boothby, interpretato da Ray Walston, apparso per la prima volta in The Next Generation. Boothby ha assistito molti allievi e si è interessato alle loro successive carriere; tra questi Jean-Luc Picard e Kathryn Janeway, entrambi divenuti capitani; viene ricordato dagli ex cadetti con molto affetto, quasi al pari di un'istituzione.
Agli abitanti esterni alla Federazione, prima di poter sostenere l'esame di ammissione all'Accademia, è richiesta una lettera di presentazione di un ufficiale in comando della Flotta Stellare. Il comandante Benjamin Sisko ne ha scritta una per il ferengi Nog quando quest'ultimo ha presentato domanda di ammissione all'Accademia.
Nella serie-prequel Star Trek: Enterprise, l'Accademia ancora non esiste; gli ufficiali della Flotta di quel periodo vengono addestrati in varie accademie sparse sulla Terra.  
Nel 1995 è stato distribuito da Interplay un videogioco la cui storia ruota intorno all'accademia della Flotta Stellare, il cui titolo è Star Trek: Starfleet Academy.